# سونیدوسور
سونیدوسور (نام علمی: Sonidosaurus) نام یک سرده از راسته خزنده‌کفلان است.